# Lijst van rijksmonumenten op begraafplaats Soestbergen
De stad Utrecht telt in totaal 1.402 inschrijvingen in het rijksmonumentenregister. De begraafplaats Soestbergen, aan de Gansstraat 167, telt 26 rijksmonumenten. Hieronder een overzicht.
| Object                                      | Oorspronkelijke functie?  | Bouwjaar  | Architect                         | Locatie        | Coördinaten?                | Nr.?   | Afbeelding        |
| ------------------------------------------- | ------------------------- | --------- | --------------------------------- | -------------- | --------------------------- | ------ | ----------------- |
| Baarhuisje                                  | Begraafplaats en -onderdl | 1870      |                                   | Gansstraat 167 | 52° 4' 43" NB, 5° 7' 42" OL | 514320 | Meer afbeeldingen |
| Toegangshek Soestbergen                     | Erfscheiding              | 1830      |                                   | Gansstraat 167 | 52° 4' 43" NB, 5° 7' 42" OL | 514322 | Meer afbeeldingen |
| Aanleg                                      | Begraafplaats en -onderdl | 1830      | J.D. Zocher                       | Gansstraat 167 | 52° 4' 43" NB, 5° 7' 42" OL | 514325 | Meer afbeeldingen |
| Rotonde                                     | Begraafplaats en -onderdl | 1830      | J.D. Zocher                       | Gansstraat 167 | 52° 4' 43" NB, 5° 7' 42" OL | 514326 | Meer afbeeldingen |
| Graf familie Van Son                        | Begraafplaats en -onderdl | 1850      |                                   | Gansstraat 167 | 52° 4' 43" NB, 5° 7' 42" OL | 514327 | Meer afbeeldingen |
| Familiegraf Van Beuningen                   | Begraafplaats en -onderdl | 1850      |                                   | Gansstraat 167 | 52° 4' 43" NB, 5° 7' 42" OL | 514328 | Meer afbeeldingen |
| Familiegraf J.J. Couvée                     | Begraafplaats en -onderdl | 1850      |                                   | Gansstraat 167 | 52° 4' 43" NB, 5° 7' 42" OL | 514329 | Meer afbeeldingen |
| Graf Abraham des Amorie van der Hoeven      | Begraafplaats en -onderdl | 1855      |                                   | Gansstraat 167 | 52° 4' 43" NB, 5° 7' 42" OL | 514330 | Meer afbeeldingen |
| Graf Johan d'Aulnis de Bourouill            | Begraafplaats en -onderdl | 1930-1934 |                                   | Gansstraat 167 | 52° 4' 43" NB, 5° 7' 42" OL | 514331 | Upload foto       |
| Grafmonument vice-admiraal J.C. Koopman     | Begraafplaats en -onderdl | 1850-1855 |                                   | Gansstraat 167 | 52° 4' 43" NB, 5° 7' 42" OL | 514332 | Meer afbeeldingen |
| Graf J.J. van Oosterzee                     | Begraafplaats en -onderdl | 1882      |                                   | Gansstraat 167 | 52° 4' 43" NB, 5° 7' 42" OL | 514333 | Meer afbeeldingen |
| Graf Schroeder van der Kolk                 | Begraafplaats en -onderdl | 1860      | Hermanus Martinus Tetar van Elven | Gansstraat 167 | 52° 4' 43" NB, 5° 7' 42" OL | 514334 | Meer afbeeldingen |
| Grafmonument familie Schuyt                 | Begraafplaats en -onderdl | 1875      |                                   | Gansstraat 167 | 52° 4' 43" NB, 5° 7' 42" OL | 514335 | Meer afbeeldingen |
| Grafmonument                                | Begraafplaats en -onderdl | 1875      |                                   | Gansstraat 167 | 52° 4' 43" NB, 5° 7' 42" OL | 514336 | Upload foto       |
| Grafmonument van Oort                       | Begraafplaats en -onderdl | 1890      |                                   | Gansstraat 167 | 52° 4' 43" NB, 5° 7' 42" OL | 514337 | Meer afbeeldingen |
| Grafmonument prof. J.I. Doedes              | Begraafplaats en -onderdl | 1897      |                                   | Gansstraat 167 | 52° 4' 43" NB, 5° 7' 42" OL | 514338 | Meer afbeeldingen |
| Grafmonument voor een kind                  | Begraafplaats en -onderdl | 1880      |                                   | Gansstraat 167 | 52° 4' 43" NB, 5° 7' 42" OL | 514339 | Meer afbeeldingen |
| Graf Lopez Suasso Diaz da Fonseca           | Begraafplaats en -onderdl |           |                                   | Gansstraat 167 | 52° 4' 43" NB, 5° 7' 42" OL | 514340 | Meer afbeeldingen |
| Grafmonument Mary                           | Begraafplaats en -onderdl | 1865      |                                   | Gansstraat 167 | 52° 4' 43" NB, 5° 7' 42" OL | 514341 | Meer afbeeldingen |
| Grafmonument Duyvis-Verkade                 | Begraafplaats en -onderdl | 1908      |                                   | Gansstraat 167 | 52° 4' 43" NB, 5° 7' 42" OL | 514342 | Meer afbeeldingen |
| Grafmonument H. Römer                       | Begraafplaats en -onderdl | 1870      |                                   | Gansstraat 167 | 52° 4' 43" NB, 5° 7' 42" OL | 514343 | Upload foto       |
| Graf Marten Wilhelmus Van Rensselaer Bowier | Begraafplaats en -onderdl | 1889-1900 |                                   | Gansstraat 167 | 52° 4' 43" NB, 5° 7' 42" OL | 514344 | Meer afbeeldingen |
| Grafmonument Hendrika Lens                  | Begraafplaats en -onderdl | 1896-1906 |                                   | Gansstraat 167 | 52° 4' 43" NB, 5° 7' 42" OL | 514345 | Upload foto       |
| Graf Nicolaas Beets                         | Begraafplaats en -onderdl | 1903      |                                   | Gansstraat 167 | 52° 4' 43" NB, 5° 7' 42" OL | 514346 | Meer afbeeldingen |
| Grafkelder familie Schouten                 | Begraafplaats en -onderdl |           |                                   | Gansstraat 167 | 52° 4' 43" NB, 5° 7' 42" OL | 514347 | Meer afbeeldingen |
| Graf in Artdéco-stijl                       | Begraafplaats en -onderdl |           |                                   | Gansstraat 167 | 52° 4' 43" NB, 5° 7' 42" OL | 514348 | Upload foto       |